# Каннибал из Ротенбурга (фильм)
«Каннибал из Ротенбурга» (англ. Grimm Love, нем. Rohtenburg) — психологический фильм ужасов, снятый в 2006 году режиссёром Мартином Вайзом, основанный на истории каннибала Армина Майвеса. Главные роли исполнили Кери Расселл и Томас Кречман.
Фильм был запрещён к показу в Германии, и премьера фильма в стране состоялась только в 2009 году, когда Федеральный верховный суд Германии отменил запрет.

## Сюжет
Американская студентка Кэти Армстронг изучает криминальную психологию в немецком университете. Она заинтересовывается случаем Оливера Хартвина, убийцы-каннибала, который съел свою добровольную жертву Саймона Громбека, с которым тот познакомился через Интернет. Кэти предстоит проникнуть в сознание психопата и узнать историю двух мужчин и их странной любви.

## В ролях
- Кери Расселл — Кэти Армстронг
- Томас Кречман — Оливер Хартвин
- Томас Хубер — Саймон Громбек
- Николай Кински — Отто Хаузер
- Ангелика Барч — Виктория
- Валерия Нихаус — Маргит
- Анатоль Таубман — нетерпеливый мужчина